# Thetis Selingardi
Thetis Maia Selingardi (Campo Grande, 1954) é uma artista plástica brasileira.
Com tendência abstracionista que possui inúmeras obras compondo o acervo do movimento cultural do Mato Grosso do Sul que inicia-se na década de setenta no período que antecede a divisão do estado do Mato Grosso.
Juntamente  com Ilton Silva, Maria Augusta Cambará, Conceição dos Bugres, Humberto Espíndola, Nelly Martins, Therezinha Neder, Reginaldo Araújo, Dalva Barros e Jorapimo trazem uma verdadeira revolução nas artes plásticas do Mato Grosso do Sul.
Thetis Selingardi possui exposições permanentes no Museu de Arte Contemporânea de Campo Grande (MARCO), no Itaú Cultural e na Sala de Eventos da Fundação Barbosa Rodrigues.